# Ralytupa bacillata
Ralytupa bacillata är en tvåvingeart som beskrevs av Loïc Matile 1975. Ralytupa bacillata ingår i släktet Ralytupa och familjen platthornsmyggor.
Artens utbredningsområde är Uganda. Inga underarter finns listade i Catalogue of Life.